# Liste der denkmalgeschützten Objekte in Tragöß-Sankt Katharein
Die Liste der denkmalgeschützten Objekte in Tragöß-Sankt Katharein enthält die 12 denkmalgeschützten, unbeweglichen Objekte der österreichischen Gemeinde Tragöß-Sankt Katharein im steirischen Bezirk Bruck-Mürzzuschlag.

## Denkmäler
| Foto |                 | Denkmal                                                                                              | Standort                                                                    | Beschreibung | Metadaten |
| ---- | --------------- | --- | --------------------------------------------------------------------------- | --- | --- |
| ja   | Datei hochladen | Bauernhofanlage vulgo Leisenberger/Kuhnes HERIS-ID: 75088 Objekt-ID: 88560seit 2013                  | Oberdorf 24 Standort KG: Oberdorf-Niederdorf                                | | BDA-Hist.: Q38138026 Status: Bescheid Stand der BDA-Liste: 2025-06-30 Name: Bauernhofanlage vulgo Leisenberger/Kuhnes GstNr.: .21/1, .21/2, .21/3                                                                |
| ja   | Datei hochladen | Bildstock HERIS-ID: 75078 Objekt-ID: 88550                                                           | gegenüber Oberort 9 Standort KG: Oberort                                    | | BDA-Hist.: Q38138003 Status: § 2a Stand der BDA-Liste: 2025-06-30 Name: Bildstock GstNr.: 613 |
| ja   | Datei hochladen | Kath. Pfarrkirche hl. Magdalena und Kirchhof HERIS-ID: 75070 Objekt-ID: 88540                        | Oberort 14 Standort KG: Oberort                                             | Die erhöht gelegene Wehrkirche ist von teilweise spätmittelalterlichen Mauern mit Schießscharten umgeben. Die romanischen Mauern des vierjochigen Kirchenschiffs wurden Ende des 15. Jahrhunderts mit einem Netzrippengewölbe versehen. 1658 fügte Pietro Francesco Carlone im östlichen Joch rechteckige Kapellen, die Sakristei und den gerade abgeschlossenen Chor an. Der dreigeschoßige spätgotische Turm erhebt sich nördlich des Langhauses; der gekappte Spitzhelm stammt aus 1923. Fresken befinden sich an der Westwand (Anbetung der heiligen drei Könige), neben dem Westportal (Marientod und Christus am Ölberg) sowie an der Südseite (hl. Christophorus), wo sie zum großen Teil von der südlichen Kapelle verdeckt sind. Eine gemalte Sonnenuhr entstand 1511. | BDA-Hist.: Q38137930 Status: § 2a Stand der BDA-Liste: 2025-06-30 Name: Kath. Pfarrkirche hl. Magdalena und Kirchhof GstNr.: .1 Pfarrkirche Tragöß-Oberort                                                       |
| ja   | Datei hochladen | Pfarrhof und Wirtschaftsgebäude HERIS-ID: 75071 Objekt-ID: 88541                                     | Oberort 14 Standort KG: Oberort                                             | Der mit der Pfarrkirche durch einen Gang verbundene spätgotische Bau entstand Ende des 15. Jahrhunderts und wurde im 16. Jahrhundert umgebaut. Die Fenster haben zum Teil spätgotische Gewände; im Westen befindet sich ein gekuppeltes Renaissance-Doppelfenster aus der Mitte des 16. Jahrhunderts. | BDA-Hist.: Q38137942 Status: § 2a Stand der BDA-Liste: 2025-06-30 Name: Pfarrhof und Wirtschaftsgebäude GstNr.: .3, 23                                                                                           |
| ja   | Datei hochladen | Antoniuskapelle HERIS-ID: 75072 Objekt-ID: 88542                                                     | Standort KG: Oberort                                                        | Die westlich der Pfarrkirche gelegene spätgotische Kapelle ist mit 1518 und 1524 datiert; der halbkreisförmige Schluss ruht auf den Grundmauern einer romanischen Karners. Ende des 17. Jahrhunderts wurde die Kapelle um ein Joch nach Westen bis zur Kirchhofmauer verlängert. | BDA-Hist.: Q38137959 Status: § 2a Stand der BDA-Liste: 2025-06-30 Name: Antoniuskapelle GstNr.: .2 Antoniuskapelle Tragöß                                                                                        |
| ja   | Datei hochladen | Kath. Filialkirche hl. Alexius, St. Alexi und ehem. Friedhofsfläche HERIS-ID: 75090 Objekt-ID: 88562 | bei St. Katharein an der Laming 41 Standort KG: St. Katharein an der Laming | Spätgotische Kirche (15. Jahrhundert) über dem Ort, quadratisches Mittelschiff mit zweischiffigem Chor (Bauschema als Vorbild etlicher Doppelchorkirchen der Gegend); Deckenfresken, bemerkenswerte Dachkonstruktion und Fußboden. | BDA-Hist.: Q38138047 Status: § 2a Stand der BDA-Liste: 2025-06-30 Name: Kath. Filialkirche hl. Alexius, St. Alexi und ehem. Friedhofsfläche GstNr.: 14, .22 Filialkirche hl. Alexius, St. Kathrein an der Laming |
| ja   | Datei hochladen | Pfarrhof HERIS-ID: 75091 Objekt-ID: 88563                                                            | St. Katharein an der Laming 1 Standort KG: St. Katharein an der Laming      | Der Pfarrhof stammt vom Ende des 18. Jahrhunderts. | BDA-Hist.: Q38138059 Status: § 2a Stand der BDA-Liste: 2025-06-30 Name: Pfarrhof GstNr.: .2/1 |
| ja   | Datei hochladen | Kath. Pfarrkirche hl. Katharina und ehem. Friedhof HERIS-ID: 75089 Objekt-ID: 88561                  | bei St. Katharein an der Laming 1 Standort KG: St. Katharein an der Laming  | Die Pfarrkirche ist in ihren wesentlichen Teilen ein spätgotischer Bau vom Anfang des 16. Jahrhunderts. Dem gotischen Westturm wurde in der Barockzeit eine Zwiebel aufgesetzt. Der barocke Hochaltar stammt aus der Zeit um 1700. | BDA-Hist.: Q38138037 Status: § 2a Stand der BDA-Liste: 2025-06-30 Name: Kath. Pfarrkirche hl. Katharina und ehem. Friedhof GstNr.: .1 Saint Catherine of Alexandria Church (Sankt Katharein an der Laming)       |
| ja   | Datei hochladen | Nischenbildstock HERIS-ID: 75099 Objekt-ID: 88572                                                    | bei St. Katharein an der Laming 35 Standort KG: St. Katharein an der Laming | | BDA-Hist.: Q38138078 Status: § 2a Stand der BDA-Liste: 2025-06-30 Name: Nischenbildstock GstNr.: 53/1 |
| ja   | Datei hochladen | Kath. Filialkirche hl. Nikolaus und ehem. Friedhof HERIS-ID: 75075 Objekt-ID: 88547                  | bei Pichl-Großdorf 26 Standort KG: Schattenberg                             | Die frühgotische Kirche wurde im 17. Jahrhundert erweitert. Aus dem 14. Jahrhundert stammen der kleine einjochige Chor sowie die beiden Joche des Mittelschiffs des Langhauses; dieses wurde im Frühbarock auf dreieinhalb Joche verlängert und auf drei Schiffe erweitert. Im Westen sind das Portal mit einer offenen Vorhalle sowie der Dachreiter angeordnet. An der Südwand des Chors befindet sich ein Fresko des hl. Christophorus aus der Mitte des 15. Jahrhunderts. | BDA-Hist.: Q38137968 Status: § 2a Stand der BDA-Liste: 2025-06-30 Name: Kath. Filialkirche hl. Nikolaus und ehem. Friedhof GstNr.: .12 Nikolauskirche, Tragöß                                                    |
| ja   | Datei hochladen | Lindenhofkapelle, Kalvarienbergkapelle HERIS-ID: 75076 Objekt-ID: 88548                              | Sonnberg 0 Standort KG: Sonnberg                                            | Die barocke Kapelle mit halbkreisförmiger Apsis, Holzvorbau und Dachreiter wurde um 1700 erbaut. | BDA-Hist.: Q38137981 Status: § 2a Stand der BDA-Liste: 2025-06-30 Name: Lindenhofkapelle, Kalvarienbergkapelle GstNr.: .2                                                                                        |
| ja   | Datei hochladen | Wohnhaus, ehem. Kanzleigebäude HERIS-ID: 107468 Objekt-ID: 124808                                    | Untertal 2 Standort KG: Untertal                                            | | BDA-Hist.: Q37810182 Status: § 2a Stand der BDA-Liste: 2025-06-30 Name: Wohnhaus, ehem. Kanzleigebäude GstNr.: .23/1                                                                                             |